# レオ・ノメリーニ
レオ・ノメリーニ（Leo "The Lion" Nomellini、1924年6月19日 - 2000年10月17日）は、イタリア・ルッカ出身のアメリカンフットボール選手、プロレスラー。
アメリカ合衆国に移住後、アメフトとプロレスの両方で活躍。アメフトではプロフットボール殿堂入りも果たし、プロレスではNWA世界ヘビー級王者ルー・テーズに反則裁定ながら勝利してテーズの連勝記録をストップさせた。

## 来歴

### 生い立ち
イタリアで生誕後、4歳の時に家族でアメリカに移住、イリノイ州シカゴで育つ。高校卒業後、ノースカロライナ州チェリーポイントのアメリカ海兵隊に入隊し、海兵隊のアメリカンフットボール・チームで1年間プレイした。その後、太平洋戦争においてサイパンの戦いおよび沖縄の戦いに従軍した。

### アメフトでの活躍
1946年にミネソタ大学へ入学、アメフト選手として活躍。ポジションはディフェンシブタックル。1948年、1949年にはオール・アメリカンに選出された。大学時代は、砲丸投と400メートルリレーのアンカーも務めた。
1950年のNFLドラフト1巡でサンフランシスコ・フォーティナイナーズに指名されて入団した。1950年から1963年までの14年間のキャリアで174試合に連続出場、プロボウルに10回、NFLの1950年代オール・ディケイド・チームに選ばれている。
また1951年、1952年にはオフェンシブタックルとして、1953年、1954年、1957年、1959年にはディフェンシブラインとしてオールNFLに選ばれた。
1969年にプロフットボール殿堂に迎えられ、1977年にカレッジフットボール殿堂に選出された。

### プロレスでの活躍
大学の先輩であるバーン・ガニアのスカウトでプロレス界にも進出、1950年3月21日にミネソタ州セントポールにてビック・ホルブルックを相手にデビュー。以後、アメフトのオフシーズンを利用してミネアポリス地区やサンフランシスコ地区で試合を行った。
サンフランシスコ地区では1952年3月7日、オンブレ・モンタナと組んでロニー・エチソン&サンダー・ザボーを破り、サンフランシスコ版のNWA世界タッグ王座を獲得。翌1953年5月6日にはエンリケ・トーレスをパートナーにシャープ兄弟から同王座を奪取している。その間の2月3日、アメリカ修行中だった力道山とサンフランシスコにて初対戦。6月16日にはルー・テーズの持つNWA世界ヘビー級王座に挑戦した。
1955年3月22日、再びルー・テーズのNWA世界ヘビー級王座に挑戦、反則勝ちで勝利を収める。引き分けを挟んで936連勝を記録していたテーズの連勝記録をストップさせた。ベルトの移動は無かったものの、ノメリーニは王者としてロード・ブレアースやマイク・シャープを相手に防衛を続けたが、7月15日にミズーリ州セントルイスで行われたテーズとの再戦で敗退した。
以降もサンフランシスコ地区を主戦場に、1956年はグレート東郷&トシ東郷のトーゴー・ブラザーズとも対戦。1957年5月2日には、カリフォルニア州モデストにてアメリカ遠征中の力道山とタッグを組んだ。
1960年4月に日本プロレスに来日し、第2回ワールド大リーグ戦にイタリア代表として出場。開幕戦ではサニー・マイヤースと対戦し時間切れ引き分け。大会2日目はかつてのパートナーであるオンブレ・モンタナと対戦、160kg級の巨漢モンタナをタックル1発で場外に吹っ飛ばし、リングアウト勝ちを収めた。予選リーグではトップの戦績で勝ち進み、優勝決定戦に進出、予選リーグ2位の力道山と決勝を争ったが、得意技のタックルを自爆して場外に転落し、優勝を逸した。
1960年代初頭はAWA圏で活動し、1961年4月26日にジン・キニスキーのUSヘビー級王座に挑戦。5月23日にはウイルバー・スナイダーとのコンビでキニスキー&ハードボイルド・ハガティからAWA世界タッグ王座を奪取。以降もキニスキーと抗争を展開し、6月から7月にかけてキニスキーのUSヘビー級王座に再三挑戦した。
本拠地のサンフランシスコでは、1962年5月17日にペッパー・ゴメスと組んで日系レスラーのキンジ渋谷&ミツ荒川が保持していたサンフランシスコ版（アメリカン・レスリング・アライアンス認定）のAWA世界タッグ王座に挑戦。5月26日にはレイ・スティーブンスのUSヘビー級王座に挑戦した。
1963年にアメフトを引退。プロレスもセミリタイアするが、1960年代中盤まで太平洋岸やハワイの試合に出場しており、ハワイでは1965年3月19日にフレッド・ブラッシーと対戦。その後レスラーも引退し、レフェリーを務めていたこともあった。
晩年は脳卒中を患い、2000年10月17日に死去。76歳没。

## 得意技
フライング・タックル

## 獲得タイトル
- AWA世界タッグ王座 : 1回（w / ウイルバー・スナイダー）[16]
- NWA世界タッグ王座（ミネアポリス版） : 3回（w / バーン・ガニア×2、ブッチ・レビー）[21]
- NWA世界タッグ王座（サンフランシスコ版） : 5回（w / オンブレ・モンタナ×2、エンリケ・トーレス、ロッキー・ブラウン、グレート・ロザリオ）[20][7]
- NWA太平洋岸タッグ王座（サンフランシスコ版） : 2回（w / ジノ・ガルバルディー、エンリケ・トーレス）[22]